# Communauté de communes du Val d’Ornois
Die Communauté de communes du Val d’Ornois war ein französischer Gemeindeverband mit der Rechtsform einer Communauté de communes im Département Meuse in der Region Grand Est. Sie wurde am 28. Dezember 1999 gegründet und umfasste 19 Gemeinden. Der Verwaltungssitz befand sich im Ort Gondrecourt-le-Château.

## Historische Entwicklung
Mit Wirkung vom 1. Januar 2017 fusionierte der Gemeindeverband mit
- Communauté de communes de la Saulx et du Perthois sowie
- Communauté de communes de la Haute Saulx

und bildete so die Nachfolgeorganisation Communauté de communes Haute Saulx et Perthois-Val d’Ornois.

## Ehemalige Mitgliedsgemeinden
1. Abainville
2. Amanty
3. Badonvilliers-Gérauvilliers
4. Baudignécourt
5. Bonnet
6. Chassey-Beaupré
7. Dainville-Bertheléville
8. Delouze-Rosières
9. Demange-aux-Eaux
10. Gondrecourt-le-Château
11. Horville-en-Ornois
12. Houdelaincourt
13. Mauvages
14. Les Roises
15. Saint-Joire
16. Tréveray
17. Vaudeville-le-Haut
18. Vouthon-Bas
19. Vouthon-Haut